# Izaskun Bilbao

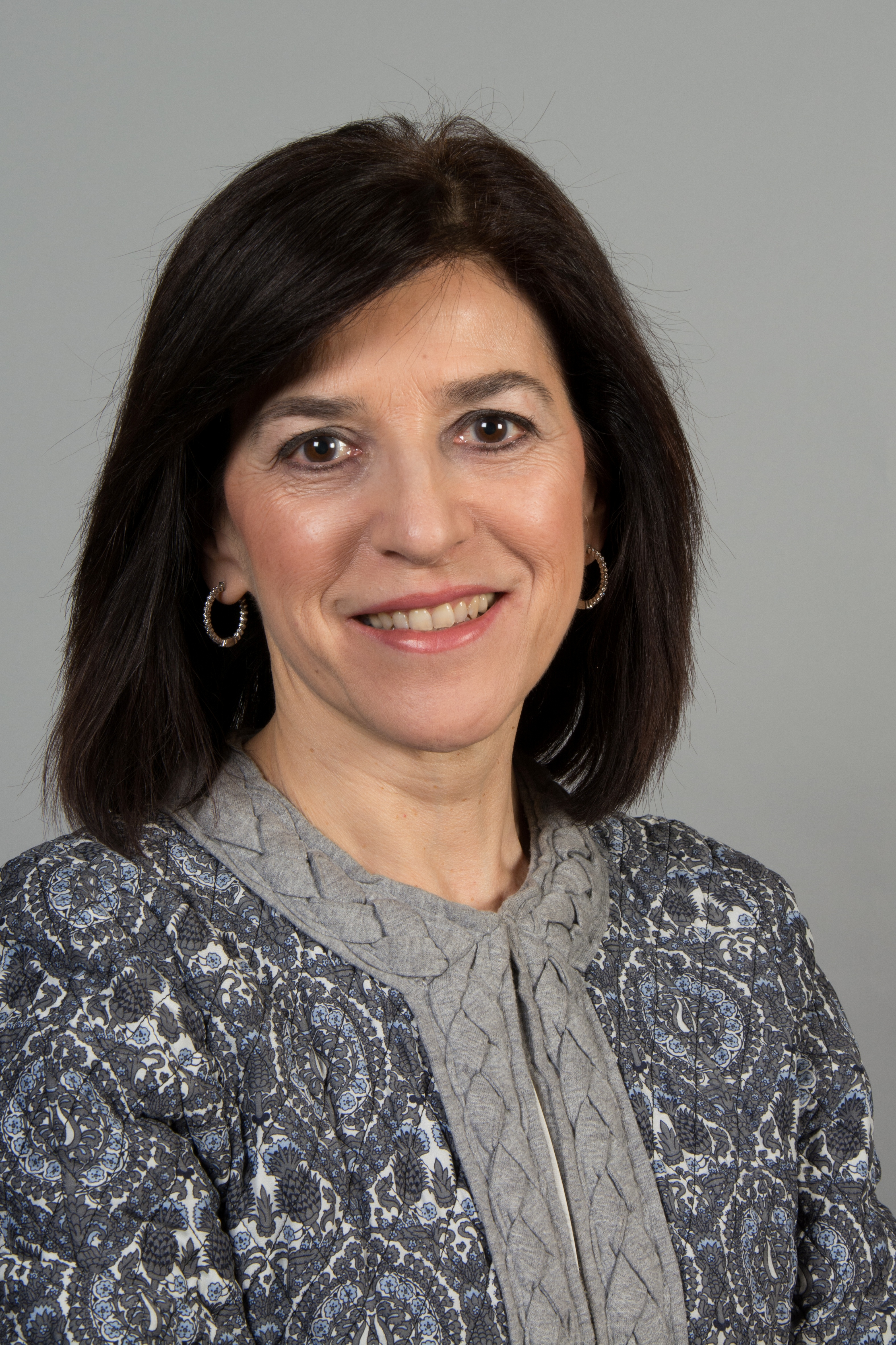
Izaskun Bilbao Barandica, 2014

María Izaskun Bilbao Barandica (* 27. März 1961 in Bermeo) ist eine spanische Politikerin der baskisch-nationalistischen Partei PNV und seit 2009 Mitglied des Europäischen Parlaments. Zuvor war sie unter anderem Präsidentin des baskischen Regionalparlaments.
Bilbao studierte Jura an der Universität Deusto und arbeitete danach von 1996 bis 1998 im baskischen Innen- und Kulturministerium; außerdem war sie Mitglied des Stadtrats von Bermeo. 1998 wurde sie in das baskische Regionalparlament gewählt, dessen Präsidentin sie 2005 – als Kompromisskandidatin zwischen der regierenden PNV und der Opposition aus Sozialisten (PSOE) und Konservativen (PP) – wurde.
2008 stand Bilbao im Mittelpunkt einer Kontroverse über das Hissen der spanischen Flagge am Sitz des baskischen Parlaments: Nach dem spanischen Gesetz müssen alle staatlichen Institutionen, die regionale oder lokale Flaggen hissen, daneben auch die Landesflagge anbringen. Das baskische Parlament hatte dieses Gesetz lange ignoriert und lediglich die baskische Regionalflagge (Ikurriña) gehisst. 2008 urteilte der spanische Oberste Gerichtshof, dass die spanische Flagge auch auf dem baskischen Parlament angebracht werden müsse. Obwohl sich die PNV dagegen aussprach, diesem Urteil Folge zu leisten, entschied sich Bilbao dafür, einen institutionellen Konflikt zu vermeiden, und ließ die Flagge anbringen.
Nachdem sie in den baskischen Regionalwahlen Anfang 2009 noch einmal wiedergewählt worden war, gab sie wenige Monate später ihren Sitz im Parlament auf, um bei der Europawahl in Spanien 2009 als zweitplatzierte Kandidatin der Liste Coalición por Europa anzutreten, einem Wahlbündnis zwischen der PNV, der katalanischen CiU und verschiedenen anderen regionalistischen Parteien. Die Liste erzielte genau zwei Mandate, sodass Bilbao ins Europäische Parlament einzog.